# Machaonia ottonis
Machaonia ottonis är en måreväxtart som först beskrevs av Karl Moritz Schumann, och fick sitt nu gällande namn av Ignatz Urban. Machaonia ottonis ingår i släktet Machaonia och familjen måreväxter. Inga underarter finns listade i Catalogue of Life.